# Mensor
Il mensor o agrimensor legionis, nell'antica Roma era un topografo e misuratore, preposto a queste mansioni presso gli accampamenti militari dell'esercito romano.

## Descrizione
I mensor collaboravano con coloro che erano addetti agli approvvigionamenti dell'esercito romano, come i mensores frumentarii. Questa la definizione che ne dà Flavio Vegezio Renato:
(Flavio Vegezio Renato, Epitoma rei militaris, II, 7.9.)
Si aggiunga che al termine della marcia, durante una campagna militare, i mensores sono di fondamentale importanza quando si deve porre il campo per la notte:
(Flavio Vegezio Renato, Epitoma rei militaris, III, 8.5-6.)
Alcuni esempi di questo importante ruolo li troviamo da alcune epigrafi rinvenute nella fortezza legionaria di Lambaesis, in una delle quali vengono menzionati ben 12 mensores:
(AE 1904, 72.)

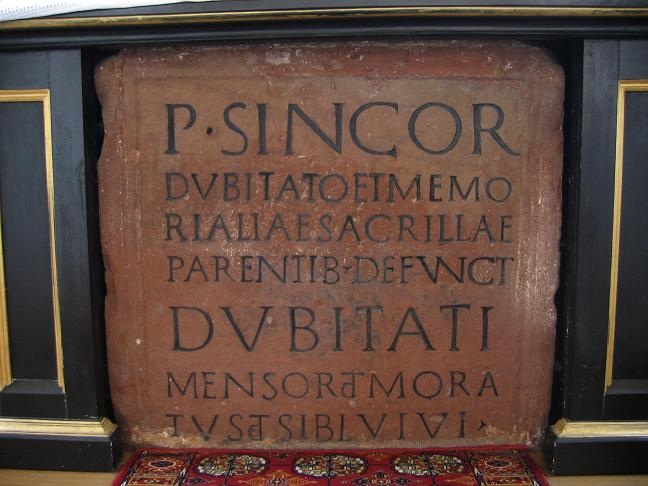
Keßlingen, Germania CIL XIII, 4247: P(ublio) Sincor(io) Dubitato et Memoraliae Sacrillae parentib(us) defunct(is) Dubitati Mensor et Moratus et sibi vivi.